# سگوندا دیویسیون بی
سگوندا دیویسیون بی (به معنی دسته دوم بی) لیگ فوتبالی است که در کشور اسپانیا برگزار می‌شد و از نظر رتبه بعد از لا لیگا و سگوندا دیویسیون (رقابت‌های دسته اول)، سومین سطح برتر فوتبال اسپانیا محسوب می‌شد. این لیگ با ۸۰ تیم برگزار می‌گردید. سگوندا دیویسیون۲ شامل تیم‌های ذخیره چندین تیم لا لیگا و سگوندا دیویسیون بود.
برای فصل ۲۲–۲۰۲۱، سگوندا دیویسیون بی با سگوندا دیویسیون آراف‌ایی‌اف جایگزین و به دسته‌ی چهارم تبدیل شد که به دلیل ایجاد یک دسته سوم جدید و نیمه حرفه‌ای توسط فدراسیون اسپانیا (آراف‌ایی‌اف) به نام پریمرا دیویسیون آراف‌ایی‌اف بود.

## تاریخچه
- این رقابت‌ها از سال ۱۹۲۹ آغاز شده‌است و در تمام این سال‌ها زیر نظر لیگ حرفه‌ای فوتبال اسپانیا برگزار می‌شود.
- در حال حاضر سگوندا دیویژن۲ با ۸۰ تیم برگزار می‌شود.